# Глинский, Борис Иванович
Бори́с Ива́нович Гли́нский — представитель княжеского рода Глинских, сын Ивана Глинского. Упоминается в актах с 1432 года, в 1433—1437 годах был служилым князем при Свидригайло Ольгердовиче. Скончался после 1451 года. Был женат на вдове князя Ивана Корибутовича. Имел пятерых сыновей, из которых известны Григорий — наместник овручский, Иван — черниговский и Лев — служилый князь Ивана Юрьевича Мстиславского. 